# Władysław Ziółek
Władysław Ziółek (ur. 22 czerwca 1935 w Komornikach) – polski duchowny rzymskokatolicki, doktor prawa kanonicznego, biskup pomocniczy łódzki w latach 1980–1986, biskup diecezjalny łódzki w latach 1986–2012 (w latach 1992–2004 arcybiskup łódzki, od 2004 arcybiskup metropolita łódzki), od 2012 arcybiskup senior archidiecezji łódzkiej.

## Życiorys

### Młodość i wykształcenie
Urodził się 22 czerwca 1935 w Komornikach w rodzinie rolniczej jako jedno z czworga dzieci Stanisława i Zofii Ziółków. Kształcił się w gimnazjum w Wolborzu. Następnie wyjechał do Łodzi. Tam pogłębiał formację duchową w Niższym Seminarium Duchownym oraz uczył się w VI Liceum Ogólnokształcącym im. Joachima Lelewela, gdzie złożył egzamin dojrzałości.
W latach 1952–1957 odbył studia filozoficzno-teologiczne w Wyższym Seminarium Duchownym w Łodzi. Na ostatnim roku studiów z wyboru przełożonych pełnił funkcję dziekana i diakona seminarium. Ze względu na młody wiek nie otrzymał święceń kapłańskich razem z kolegami kursowymi. W 1957 wyjechał na dalsze studia do Rzymu. 13 lipca 1958 w tamtejszym kościele Najświętszej Maryi Panny od Najświętszego Serca Pana Jezusa otrzymał święcenia prezbiteratu, których udzielił mu arcybiskup Józef Gawlina, duszpasterz Polonii na emigracji. Inkardynowany został do diecezji łódzkiej.
Od 1957 do 1965 studiował na Wydziale Prawa Kanonicznego Papieskiego Uniwersytetu Gregoriańskiego w Rzymie, które ukończył z doktoratem na podstawie dysertacji «Sede vacante nihil innovetur». Studium historyczno-prawne nad kanonem 436 Kodeksu Prawa Kanonicznego, nostryfikowanym na Wydziale Prawa Kanonicznego Akademii Teologii Katolickiej w Warszawie. W międzyczasie w latach 1960–1962 odbył kurs w Wyższej Szkole Literatury Łacińskiej w Rzymie, a w latach 1962–1965 studium praktyki sądowej w Rocie Rzymskiej.

### Prezbiter
W 1965 uczestniczył w pracach organizacyjnych podczas IV sesji soboru watykańskiego II jako assignator locorum.
Po powrocie do diecezji podjął pracę w kurii biskupiej, w latach 1966–1972 na stanowisku notariusza, następnie w latach 1972–1980 jako kanclerz i jednocześnie sekretarz rady kapłańskiej. W latach 1966–1968 był notariuszem sądu biskupiego, a w latach 1968–1980 obrońcą węzła małżeńskiego. Ponadto w latach 1968–1972 pełnił funkcję konsultora w Trybunale Prymasowskim w Warszawie.
Od 1966 do 1986 był kapelanem sióstr bernardynek i rektorem kościoła św. Stanisława Kostki w Łodzi-Rudzie (późniejszego kościoła Najświętszej Marii Panny Ostrobramskiej, Matki Miłosierdzia), gdzie zajmował się duszpasterstwem młodzieży i liturgicznej służby ołtarza.
W 1976 otrzymał godność kapelana honorowego Jego Świątobliwości, a w 1979 został mianowany kanonikiem honorowym łódzkiej kapituły katedralnej.

### Biskup
12 marca 1980 papież Jan Paweł II mianował go biskupem pomocniczym diecezji łódzkiej ze stolicą tytularną Risinium. Święcenia biskupie otrzymał 4 maja 1980 w katedrze św. Stanisława Kostki w Łodzi. Udzielił mu ich Józef Rozwadowski, biskup diecezjalny łódzki, któremu asystowali biskupi pomocniczy łódzcy: Jan Kulik i Bohdan Bejze. Jako dewizę biskupią przyjął słowa „In virtute Spiritus” (W mocy Ducha). W latach 1980–1986 sprawował urząd wikariusza generalnego diecezji. W kurii biskupiej został przewodniczącym Komisji ds. Duszpasterstwa Turystycznego i Komisji ds. Prawnych. W latach 1985–1986 należał do kolegium konsultorów.
24 stycznia 1986 został mianowany biskupem diecezjalnym diecezji łódzkiej. 25 stycznia 1986 kanonicznie objął diecezję, a 22 lutego 1986 odbył ingres do katedry św. Stanisława Kostki w Łodzi. 25 marca 1992, po podniesieniu diecezji do rangi archidiecezji bezpośrednio podległej Stolicy Apostolskiej, został ustanowiony jej arcybiskupem, zaś 25 marca 2004 po utworzeniu metropolii łódzkiej został mianowany jej metropolitą. 29 czerwca 2004 otrzymał od Jana Pawła II paliusz metropolitalny. Podczas sprawowania urzędu ordynariusza: przeprowadził II Diecezjalny Kongres Eucharystyczny i III Synod Diecezjalny. Utworzył ponad 60 parafii i 16 szkół katolickich. Założył Kolegium Teologiczne w Łodzi z filią w Piotrkowie Trybunalskim. Powołał kapituły kolegiackie w Łasku i w Wolborzu. Utworzył diecezjalną Caritas, Dom Pomocy Społecznej im. bł. Rafała Chylińskiego w Konstantynowie Łódzkim, pierwszy w Polsce Dom Samotnej Matki i pierwszy w Polsce Ośrodek Adopcyjno-Opiekuńczy. Założył Ośrodek Duszpasterstwa Środowisk Twórczych z własnym kościołem i teatrem, wzniósł Ośrodek Konferencyjno-Rekolekcyjny i Dom Księży Emerytów. Założył Diecezjalne Wydawnictwo Łódzkie (następnie Archidiecezjalne Wydawnictwo Łódzkie), Katolicką Rozgłośnię Archidiecezji Łódzkiej (przemianowaną później na Radio Plus) i diecezjalną edycję tygodnika „Niedziela”. Ponadto w 1989 uzyskał dla łódzkiej katedry tytuł bazyliki mniejszej, a w 2005 dla Łodzi zatwierdzenie patronatu św. Faustyny Kowalskiej. W 1987 podejmował w Łodzi papieża Jana Pawła II podczas jego III podróży apostolskiej do Polski. 11 lipca 2012 papież Benedykt XVI przyjął jego rezygnację z obowiązków arcybiskupa metropolity łódzkiego i mianował jego następcą dotychczasowego biskupa pomocniczego poznańskiego Marka Jędraszewskiego. Do czasu kanonicznego objęcia urzędu przez swojego następcę, które nastąpiło 8 września 2012, pełnił zleconą mu przez papieża funkcję administratora apostolskiego archidiecezji.
W strukturach Konferencji Episkopatu Polski był w latach 1989–1994 przewodniczącym Komisji ds. Sztuki Kościelnej, a w 1999 został przewodniczącym Zespołu ds. Duszpasterstwa Służby Zdrowia w Polsce. W 1997 został delegatem ds. Duszpasterstwa Służby Zdrowia w Polsce. Wszedł ponadto w skład: Komisji ds. Powołań Duchownych (1981–1984), Komisji ds. Duszpasterstwa Rodzin (1981–1985), Komisji „Iustitia et Pax” (1984–1994), Komisji ds. Kodeksu Prawa Kościelnego i następnie Rady Prawnej (od 1984), Komisji ds. Środków Społecznego Przekazu (1987–1989).
W 1994 z nominacji papieskiej uczestniczył w IX Zgromadzeniu Zwyczajnym Synodu Biskupów w Rzymie. W 2002 został mianowany członkiem Papieskiej Rady ds. Duszpasterstwa Służby Zdrowia.
W 2000 konsekrował biskupa pomocniczego łódzkiego Ireneusza Pękalskiego. Był współkonsekratorem podczas sakr biskupów pomocniczych łódzkich: Adama Lepy (1988), Marka Marczaka (2015), Piotra Kleszcza (2024) i Zbigniewa Wołkowicza (2024), a także jałmużnika papieskiego Konrada Krajewskiego (2013) i regensa Penitencjarii Apostolskiej Krzysztofa Nykla (2024).

## Odznaczenia i wyróżnienia
Otrzymał tytuł honorowego obywatela: Łodzi (1992), Łasku (2011) i Wolborza (2011). W 2012 została mu nadana Odznaka Honorowa za Zasługi dla Województwa Łódzkiego.
W 2012 przyznano mu złoty medal „Za zasługi dla polskiego ruchu olimpijskiego” Polskiego Komitetu Olimpijskiego, odznakę Adwokatura Zasłużonym i honorową odznakę I stopnia Polskiego Czerwonego Krzyża.
W 2001 został honorowym członkiem zakonu bonifratrów.